# Noyer du Queensland
Macadamia integrifolia
Pour les articles homonymes, voir Noyer (homonymie).
 (juin 2016).
Si vous disposez d'ouvrages ou d'articles de référence ou si vous connaissez des sites web de qualité traitant du thème abordé ici, merci de compléter l'article en donnant les références utiles à sa vérifiabilité et en les liant à la section « Notes et références ».
Espèce
Classification phylogénétique
Le noyer du Queensland (Macadamia integrifolia) est une espèce de plantes à fleurs de la famille des Proteaceae et du genre Macadamia. C'est un arbre originaire des forêts tropicales du Queensland en Australie et cultivé pour son fruit, la noix du Queensland ou noix de macadamia.
Le nom générique de « Macadamia » a été donné à cette plante en l'honneur de John Macadam (1827–1865), chimiste et médecin australien d'origine écossaise.

## Description
Le macadamier est un arbre pouvant atteindre jusqu'à 15 m de haut.
Les feuilles persistantes sont entières, coriaces, de forme allongée, bordées de dents espacées, de couleur vert sombre.
Le fruit est une noix ronde, dont la taille est intermédiaire entre celle d'une noisette et celle d'une petite noix. La coque, très solide et résistante, est recouverte d'une enveloppe charnue assez mince, verte et brillante. L'amande, de couleur blanche, de goût assez fin, est très riche en lipides : 78 %.
Le macadamier integrifolia est cultivé en Australie ainsi qu'à Hawaii, en Californie (États-Unis) et au sud de la péninsule Ibérique. Le bois, d'excellente qualité, est apprécié en ébénisterie. L'arbre est aussi très ornemental.

## Culture
Les macadamiers exigent un sol acide et drainé et ne supportent que des gels brefs et légers (-2 °C).
Les sélections fruitières visent à obtenir des fruits de grande taille. Elles sont généralement greffées sur franc, la germination des noix fraîches est facile. Un arbre greffé produit vers l'âge de 5 ans.
La fleur est hermaphrodite, l'interfécondation n'est pas nécessaire à obtenir un bon rendement. Les fruits arrivent à maturité en janvier (hémisphère nord), juillet (hémisphère sud), ils se présentent en grappes.
Dans les 3 jours suivants la récolte on pratique un premier séchage en vue de sortir les noix des bogues. Les noix sont ensuite séchées de façon à libérer l’amande de la coque (on l’entend en secouant la noix). L’amande fraîche est adhérente et a un gout de noix de coco, après séchage elle acquiert un goût plus prononcé, de noisette et noix de coco, et une texture grasse. Le séchage facilite également l’ouverture de la coque, extrêmement dure et qui nécessite des casse-noix puissants.
L’arbre a tendance à rejeter du pied et du porte-greffe, il doit être taillé pour former un tronc. Son ombre, froide et dense ne permet pas une culture sous macadamier.

## Synonymes
Autres noms vernaculaires : macadamier, noisetier d'Australie, noix marteau.
Il peut aussi être appelé Macadamia ternifolia auct. non F.Muell., mais ce terme est source de confusion avec l'espèce voisine Macadamia ternifolia F.Muell..

## Statut de conservation
À l'état sauvage, il reste moins de 1 000 arbres et l'espèce est donc considérée par l'Australie et par l’Union internationale pour la conservation de la nature (UICN) comme étant une espèce vulnérable.

## Espèces voisines
Les deux espèces suivantes, très proches, sont également cultivées comme « macadamiers », leurs fruits, plus petits, étant comestibles eux aussi :
- Macadamia ternifolia F.Muell.
- Macadamia Tetraphylla (en) L.A.S.Johnson